# Nationales Olympisches Komitee für Deutschland
Das Nationale Olympische Komitee für Deutschland (NOK) war von 1949 bis 2006 die Dachorganisation olympischer Sportarten in der Bundesrepublik Deutschland. Von 1979 bis 1990 galt die offizielle Bezeichnung Nationales Olympisches Komitee der Bundesrepublik Deutschland. Es vertrat als NOK bis zu seiner Auflösung die deutschen Interessen im Internationalen Olympischen Komitee.

## Geschichte

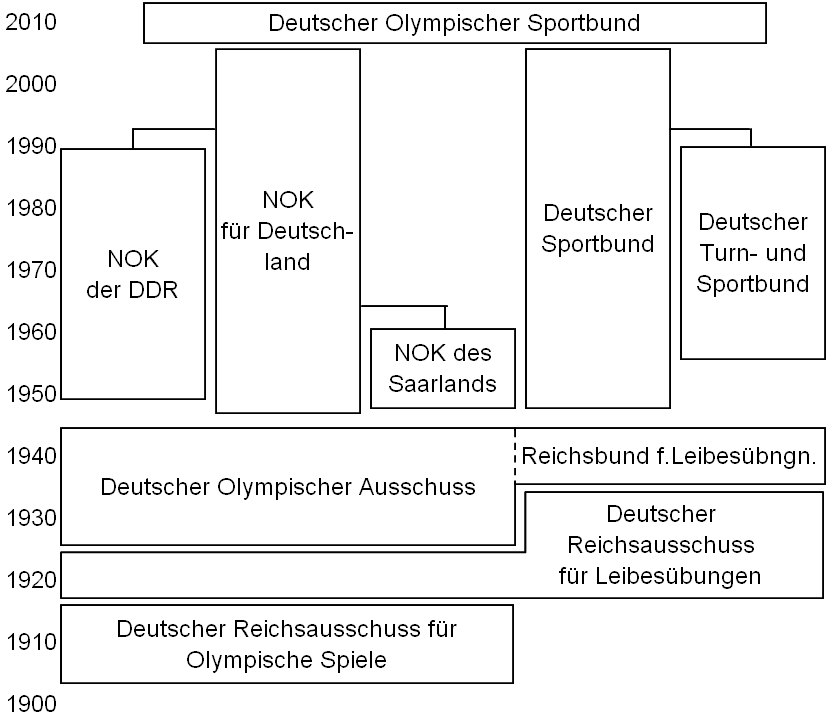
Historische Entwicklung deutscher Sportdachverbände und Nationaler Olympischer Komitees

Nachdem der vor dem Zweiten Weltkrieg bestehende Deutsche Olympische Ausschuß 1946 aufgelöst worden war, gründete sich im Juni 1947 unter der Führung Adolf Friedrichs zu Mecklenburg wieder ein (provisorischer) Deutscher Olympischer Ausschuss. Da er noch keinen anerkannten Staat vertrat (die Bundesrepublik war noch nicht gegründet) blieb diesem jedoch die internationale Anerkennung versagt.
Nachdem im Mai 1949 die Konstituierung der Bundesrepublik vollzogen wurde, waren die Voraussetzungen für die Gründung eines Nationalen Olympischen Komitees (NOK) gegeben. Am 24. September 1949 erfolgte in Bonn die Gründung des Nationalen Olympischen Komitees für Deutschland, das vom IOC als Alleinvertreter von ganz Deutschland anerkannt wurde, d. h. für das Gebiet der damaligen Bundesrepublik sowie der Sowjetischen Besatzungszone, aber nicht des französisch besetzten Saarlandes, für das das eigenständige Nationale Olympische Komitee des Saarlands vom IOC anerkannt wurde. Nachdem das Saarland 1952 als eigene Mannschaft in Helsinki teilgenommen hatte, konnten die Saarländer ab 1955 in mehreren Schritten der Bundesrepublik beitreten. Die Sportler nahmen schon 1956 an der gesamtdeutschen Mannschaft teil. Das bis dato eigenständige NOK des Saarlands löste sich im Februar 1957 auf bzw. ging im deutschen NOK auf.
Der westdeutsche Alleinvertretungsanspruch bzw. -auftrag wurde von den Behörden der am 7. Oktober 1949 gegründeten DDR nicht anerkannt, wo 1951 unter der Führung von Kurt Edel ein Nationales Olympisches Komitee für Ostdeutschland gebildet wurde. Diesem blieb die Anerkennung durch das IOC jedoch versagt, da es keine zwei NOK pro Land geben kann. Alle deutschen Sportler sollten in einer gemeinsamen deutschen Mannschaft unter Führung des westdeutschen NOKs teilnehmen, was jedoch von den DDR-Funktionären abgelehnt wurde. Somit nahmen 1952 keine Sportler aus dem Osten teil, erst 1956 lenkte die DDR ein und entsandte Athleten in die gesamtdeutsche Mannschaft. Für die Aufstellung der gesamtdeutschen Mannschaft für die Olympischen Spiele 1956 erhielten das westdeutsche NOK für Deutschland und das ostdeutsche NOK im Jahr 1958 gemeinsam die vom IOC verliehene Alberto-Bonacossa-Trophäe.
Die deutsche Teilung wurde durch den Bau der Berliner Mauer 1960 verschärft. Nach den Olympischen Spielen 1964 war die Bildung einer gemeinsamen Mannschaft nicht mehr im Sinne des westdeutschen NOKs für Deutschland praktikabel, zumal absehbar war, dass sich in den Ausscheidungskämpfen vor der Olympiade in der Mehrzahl DDR-Athleten qualifizieren würden. Erst ab 1965 wurde das NOK für Ostdeutschland als NOK der DDR vom IOC anerkannt, 1968 trat man zwar schon mit getrennten Teams, aber noch mit gleicher Olympiaflagge und Beethoven-Hymne an. Erst 1972 waren beide Mannschaften auch symbolisch getrennt.
In Übereinstimmung mit der IOC-Regel 24e wurde 1979 das Nationale Olympische Komitee für Deutschland in Nationales Olympisches Komitee der Bundesrepublik Deutschland offiziell umbenannt. Das IOC bestätigte hierbei auch die Zugehörigkeit von West-Berlin zum NOK der BRD.
Am 15. Mai 1980 beschloss das NOK der BRD aufgrund der sowjetischen Intervention in Afghanistan die Olympischen Spiele 1980 in Moskau zu boykottieren. Im Gegenzug beschloss das NOK der DDR den Boykott der Olympischen Spiele 1984 in Los Angeles.
Angesichts der sich abzeichnenden deutschen Wiedervereinigung wurde ein Lenkungsausschuss gebildet, welcher am 9. Juli 1990 erstmals in Berlin tagte. Im dortigen Schöneberger Rathaus beschloss die Mitgliederversammlung des NOK der BRD am 17. November die vom Lenkungsausschuss vorgeschlagene Satzungsänderung zur Vereinigung beider Deutscher NOKs. Zeitgleich beschloss die Mitgliederversammlung des NOK der DDR im Roten Rathaus in Berlin, dass sein Statut zum 31. Dezember 1990 seine Gültigkeit verlieren und keine Rechtsnachfolge stattfinden sollte. Es folgte eine gemeinsame Sitzung beider deutscher NOKs im Reichstag zu Berlin und die Vereinigung der Organisationen im NOK für Deutschland, welches zunächst (bis Ende 1993) ein Büro in Berlin-Wannsee unterhielt.
Am 20. Mai 2006 fusionierte das Nationale Olympische Komitee für Deutschland mit dem Deutschen Sportbund zum Deutschen Olympischen Sportbund (DOSB). Am 10. Dezember 2005 beschloss das deutsche NOK hierzu seine Selbstauflösung.